# واژان جونز
واژان جونز (انگلیسی: Vaughan Jones؛ زادهٔ ۳۱ دسامبر ۱۹۵۲) دانشمند در زمینه ریاضیات اهل نیوزیلند است.
وی همچنین برندهٔ جوایزی همچون همکار انجمن سلطنتی، کمک‌هزینه گوگنهایم، و مدال فیلدز شده‌است.